# Suzana Maksimović
Suzana Maksimović, cyr. Сузана Максимовић (ur. 5 stycznia 1962) – serbska szachistka, arcymistrzyni od 1999 roku.

## Kariera szachowa
Pierwszy znaczący sukces na arenie międzynarodowej odniosła w 1980 r. w Sencie, gdzie zdobyła tytuł wicemistrzyni Europy juniorek do 20 lat. Wkrótce awansowała do ścisłej czołówki jugosłowiańskich szachistek. Dwukrotnie (1983, 1991) zdobyła tytuły indywidualnej mistrzyni kraju, była również srebrną medalistką mistrzostw Jugosławii (2002) oraz Serbii (2006). W latach 1982–2006 siedmiokrotnie startowała na szachowych olimpiadach, dwukrotnie zdobywając brązowe medale (1986 – za indywidualny wynik na III szachownicy oraz 1988 – wspólnie z drużyną). Czterokrotnie (1982, 1987, 1991, 1995) uczestniczyła w turniejach międzystrefowych (eliminacjach mistrzostw świata), najlepszy wynik osiągając w 1982 r. w Bad Kissingen, gdzie zajęła IX miejsce. W 1990 r. podzieliła I m. (wspólnie z Vesną Misanović, Aną-Marią Botsari i Mariną Makropulu) w turnieju strefowym w Puli, natomiast w 1996 r. zwyciężyła w kołowym turnieju w Dreźnie.
Najwyższy ranking w karierze osiągnęła 1 lipca 1987 r., z wynikiem 2345 punktów zajmowała wówczas 21. miejsce na światowej liście FIDE, jednocześnie zajmując 2. miejsce (za Alisą Marić) wśród jugosłowiańskich szachistek.